# Dagmar a Danemarcei
Marie Sophie Frederikke Dagmar, Prințesa Dagmar a Denemarcei (n. 26 noiembrie 1847 în Copenhaga; d. 13 octombrie 1928 în Hvidøre, Danemarca) a fost soția țarului Alexandru al III-lea al Rusiei și mama ultimului țar, Nicolae al II-lea al Rusiei.

## Familie

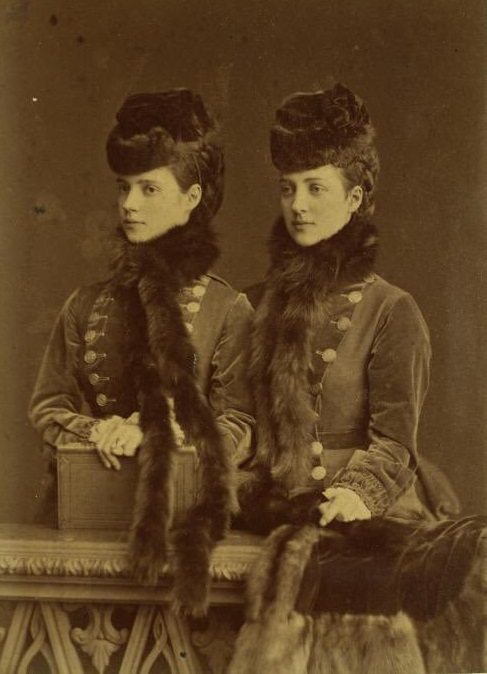
Dagmar și sora sa, Alexandra

Prințesa Maria Sofia Frederica Dagmar a Danemarcei s-a născut la Palatul Galben din Copenhaga. Tatăl ei era Prințul Christian de Schleswig-Holstein-Sonderburg-Glücksburg. Mama ei era Prințesa Louise de Hesse-Kassel. Ea a fost botezată în credința luterană și numită după ruda sa Marie Sophie Fredrica de Hesse-Kassel, regina mamă a Danemarcei. Curând, tatăl lui Dagmar a devenit moștenitor al tronului datorită în mare măsură drepturilor de succesiune ale soției sale ca nepoată a regelui Christian al VIII-lea al Danemarcei. În timpul educației ei, Dagmar, împreună cu sora ei Alexandra, au primit lecții de înot de la pioniera suedeză, înotătoarea Nancy Edberg.
Cea mai mare parte a vieții ei a fost cunoscută drept Maria Feodorovna ( rusă Мария Фёдоровна), nume pe care și l-a luat când s-a convertit la ortodoxism imediat după căsătoria sa din 1866 cu viitorul Țar Alexandru al III-lea al Rusiei. În familie i se spunea Minnie.
Maria Feodorovna era sora mai mică a Alexandrei, soția regelui Eduard al VII-lea al Regatului Unit și mama regelui George al V-lea al Regatului Unit, ceea ce explică asemănarea izbitoare dintre Nicolae al II-lea și George al V-lea. Fratele ei mai mic era regele George I al Greciei. Fratele mai mare a devenit regele Frederick al VIII-lea al Danemarcei.

## Logodna
Creșterea ideologiei slavofile în Imperiul Rus l-a determinat pe Țarul Alexandru al II-lea să caute o mireasă pentru Țareviciul Nicolae Alexandrovici în alte țări decât statele germane, locul tradițional de unde proveneau soțiile țarilor. În 1864, Nicolae, sau "Nixa", așa cum era el cunoscut în familia sa, a plecat în Danemarca, unde a fost logodit cu Maria Feodorovna. La 22 aprilie 1865 Nicolae a murit de tuberculoză. Ultima sa dorință a fost ca Maria să devină soția fratelui său mai mic, viitorul Alexandru al III-lea. Dagmar devenise din punct de vedere emoțional foarte atașată de Rusia. În iunie 1866, în timpul unei vizite la Copenhaga, Țareviciul Alexandru i-a cerut mâna prințesei Dagmar.
Dagmar a părăsit Copenhaga al 1 septembrie 1866. A fost primită călduros al Kronstadt de Alexandru al II-lea și de întreaga familie și a devenit Marea Ducesă Maria Feodorovna a Rusiei. Nunta a avut loc la 9 noiembrie [S.V. 28 octombrie] 1866 la Palatul de Iarnă din Sankt Petersburg.
Maria Feodorovna era drăguță și populară. Prioritatea ei era să învețe limba rusă ca să poată înțelege poporul rus. Rareori a intervenit în politică preferând să-și consume timpul și energia cu familia sa și acțiuni de caritate.

## Împărăteasă

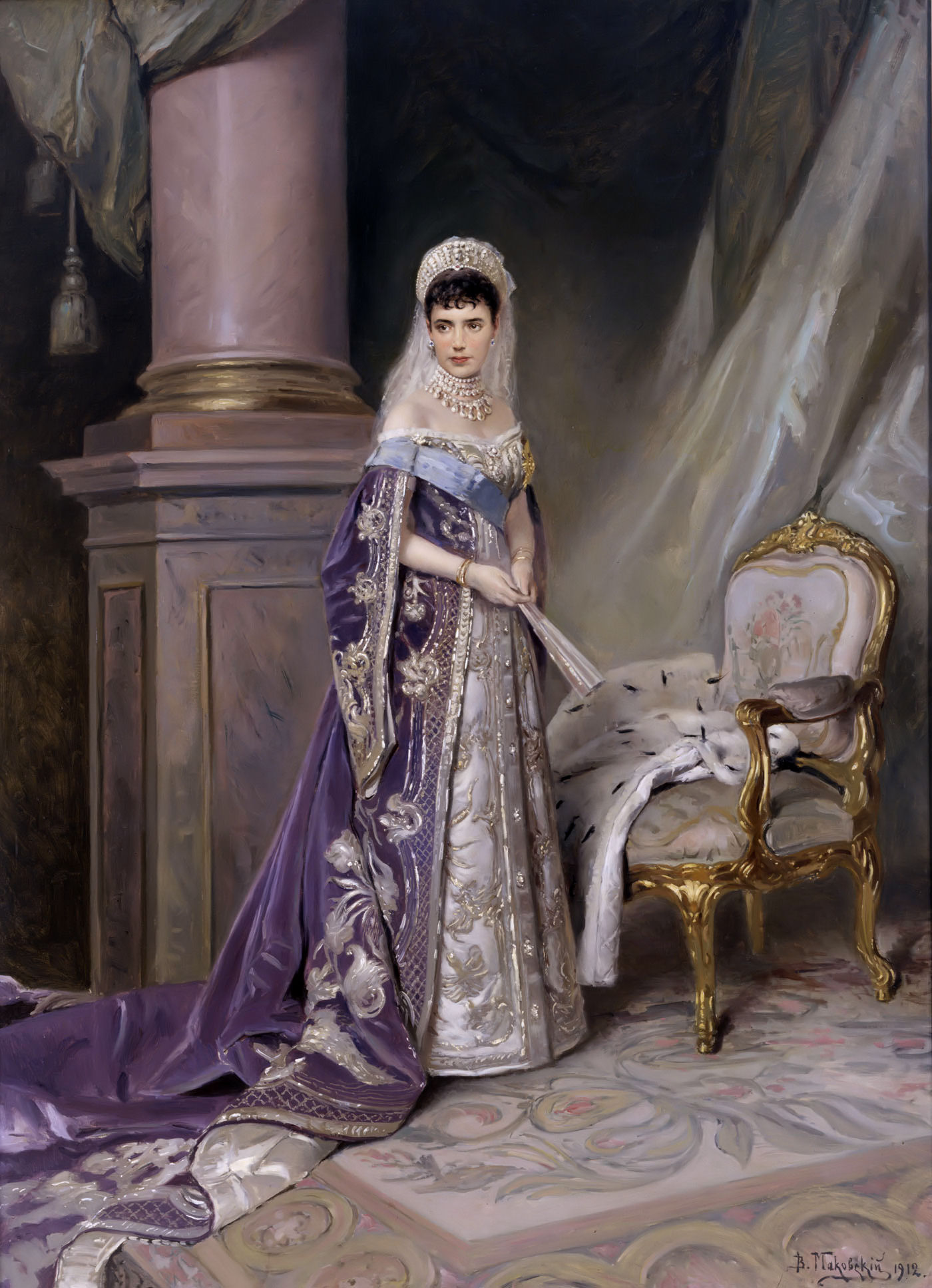
Portret de Vladimir Makovsky al împărătesei Maria Feodorovna, 1885.

În dimineața de 13 martie 1881, Alexandru al II-lea în vârstă de 62 de ani a fost ucis de o bombă în drumul său spre Palatul de Iarnă de la o paradă militară.
Alexandru și Maria au fost încoronați la Kremlin, Moscova la 27 mai 1883. Cuplul a locuit vreme de 13 ani la Palatul Gatchina. Periodic ei călătoreau de la Gatchina în capitală pentru a participa la diverse evenimente.
În 1894 atunci când fiul lor cel mare, Nicolae s-a îndrăgostit și voia să se căsătorească cu prințesa Alix de Hesse-Darmstadt, atât Alexandru cât și Maria s-au împotrivit. Părinții lui Nicolae o cunoscuseră pe Alix de mică și își formaseră părerea că este isterică și dezechilibrată.

### Împărăteasă mamă
La 1 noiembrie 1894, Alexandru al III-lea a murit la vârsta de 49 de ani la Livadia. Maria a notat în jurnalul ei: "Am inima frântă și sunt deznădăjduită, dar zâmbetul fericit și pacea de pe fața lui mi-au dat putere." Pentru un timp, Maria a fost neconsolată. Sora ei Alexandra și cumnatul ei, viitorul Eduard al VII-lea au sosit în Rusia câteva zile mai târziu pentru ca Alexandra să-și poată alina sora. Prințul de Wales a planificat funeraliile lui Alexandru și, de asemenea, a stabilit o dată pentru nunta noului țar Nicolae al II-lea cu Alix.
Maria a trăit 28 de ani în Rusia, dintre care 13 ca împărăteasă. La sfârșitul lui noiembrie 1894, Maria s-a mutat la Palatul Anichkov din St. Petersburg, unde a rămas până la începutul revoluției. Ca împărăteasă mamă, n-a mai fost o țintă politică pentru socialiști și asasini anarhiști.
Revoluția a început în Rusia în martie 1917. După întâlnirea cu fiul ei destituit, Nicolae al II-lea, în Moghilev, Maria a rămas pentru un timp la Kiev, continuând munca ei pentru Crucea Roșie. Când a devenit prea periculos pentru ea să rămână,  a pornit spre Crimeea, cu un grup de refugiați Romanovi. La Marea Neagră, a primit rapoarte că fiii ei, nora și nepoții au fost uciși. Cu toate acestea, ea a respins raportul declarându-l doar un zvon. A notat în jurnal "Sunt sigură că toți sunt în afara Rusiei iar bolșevicii încearcă să ne ascundă adevărul". A fost ferm convinsă de acest lucru până la decesul ei din 1928. Adevărul era prea dureros ca să fie suportat.

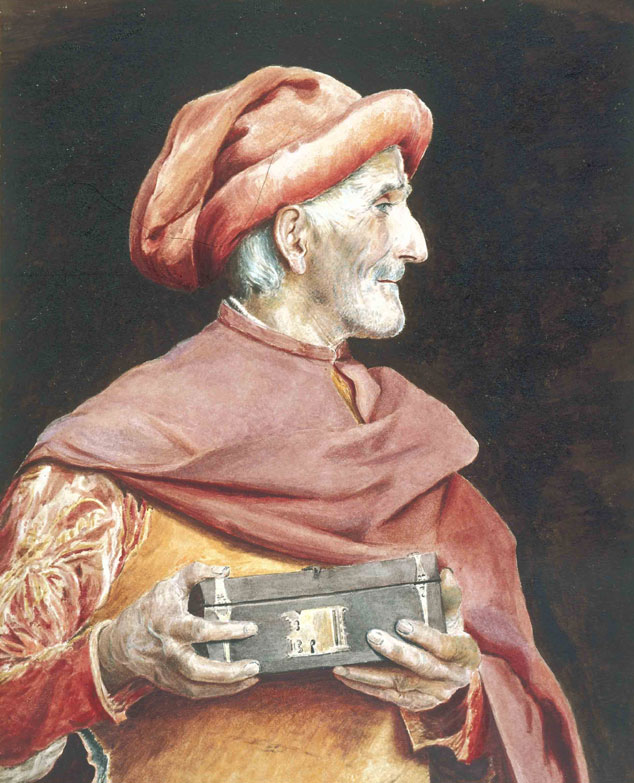
Avarul, pictură realizată de împărăteasa Maria Feodorovna în 1890.

În ciuda răsturnării monarhiei (1917), împărăteasa Maria a refuzat să părăsească Rusia. Numai în 1919, la îndemnul surorii ei Alexandra a fugit prin Crimeea, Marea Neagră, Londra. George al V-lea a trimis nava britanică de război Marlborough pentru mătușa lui. După o scurtă ședere la baza britanică din Malta și mai târziu la Londra, s-a întors în țara natală, Danemarca, unde s-a stabilit la Hvidøre, în apropiere de Copenhaga.
În exil la Copenhaga erau mulți emigranți ruși. Pentru ei, Maria a rămas împărăteasă. Oamenii o respectau și adesea îi cereau ajutorul. Adunarea monarhală a tuturor rușilor care s-a ținut în 1921 i-a oferit să devină locum tenens al tronului Rusiei. A refuzat dând răspunsul "Nimeni nu l-a văzut mort pe Nicky". A sprijinit financiar pe Nikolai Sokolov, anchetatorul care a studiat circumstanțele decesului familiei țarului. Ei nu s-au întâlnit - în ultimul moment, Marea Ducesă Olga a trimis o telegramă la Paris pentru a anula întâlnirea; ar fi prea dificil pentru o femeie bătrână și bolnavă să audă povestea teribilă a fiului ei și a familiei sale.
În noiembrie 1925, sora favorită a Mariei, regina Alexandra, a murit. Pentru Maria a fost o mare pierdere. "E gata să-l întâlnească pe Creator," scria ginerele ei, Marele Duce Alexandru Mihailovici, despre ultimii ani ai Mariei. La 13 octombrie 1928 la Hvidøre, în casa pe care odată a împărțit-o cu sora sa, regina Alexandra, Maria a murit la vârsta de 80 de ani; a fost înmormântată la catedrala Roskilde.

În 2005, regina Margareta a II-a a Danemarcei și președintele rus Vladimir Putin împreună cu guvernele lor au tratat astfel încât rămășițele împărătesei să se întoarcă la Sankt Petersburg potrivit dorinței ei de a fi înmormântată alături de soțul ei.